# Sagitta Australis
Sagitta Australis (z łac. „Strzała Południowa”) – historyczny gwiazdozbiór utworzony przez Planciusa i umieszczony na globusie z 1612 lub 1613 roku.
Plancius utworzył go z dwóch gwiazd około czwartej wielkości gwiazdowej położonych pomiędzy gwiazdozbiorem Strzelca i Skorpiona. Według rysunku na globusie Strzała miała celować w serce Skorpiona, jednak Plancius wskazał je w miejscu, gdzie znajduje się epsilon Scorpii, a nie Antares. Strzała Południowa pojawiła się jeszcze w dziele Harmonia Macrocosmica Andreasa Cellariusa z 1660 roku, który poprawnie wskazał położenie Antaresa, lecz potem zniknęła z map nieba.